# Ericameria
Ericameria es un género de plantas con flores perteneciente a la familia  Asteraceae.  Es un arbusto caduco naturales de las regiones áridas del oeste de EE. UU. y México. Es conocido por sus brillantes flores blancas o amarillas que florecen en el verano tardío.  E. nauseosus se le conoce por su producción de látex.
Las especies de Ericameria son utilizadas como alimento por las larvas de algunas especies de Lepidoptera incluyendo algunas del género Schinia: Schinia argentifascia, Schinia tertia, Schinia unimacula y Schinia walsinghami.

## Especies
| - Ericameria albida - Ericameria cervina - Ericameria discoidea - Ericameria gilmanii - Ericameria lignumviridis - Ericameria nana - Ericameria nauseosa (sinónimo Chrysothamnus nauseosus) - Ericameria obovata - Ericameria ophitidis - Ericameria parryi - Ericameria resinosa - Ericameria watsonii | - Ericameria arborescens - Ericameria brachylepis - Ericameria cooperi - Ericameria cuneata - Ericameria ericoides - Ericameria fasciculata - Ericameria juarezensis - Ericameria laricifolia - Ericameria linearifolia - Ericameria martirensis - Ericameria palmeri - Ericameria paniculata - Ericameria parishii - Ericameria pinifolia - Ericameria teretifolia |

### EricameriasecciónMacronema
- Ericameria bloomeri
- Ericameria compacta
- Ericameria crispa
- Ericameria greenei
- Ericameria suffruticosa
- Ericameria zionis